# Werner de Merode (1797-1840)
Pour les articles homonymes, voir Werner de Mérode.
Werner Jean-Baptiste, comte de Merode est un homme politique belge, né à Brunswick (principauté de Brunswick-Wolfenbüttel) le 24 juin 1797 et mort à Everberg (Belgique) le 2 août 1840.

## Biographie
Il était le dernier enfant du comte Charles-Guillaume de Merode-Westerloo et de Marie, princesse de Grimberghe. Il partagea les opinions patriotiques et religieuses de ses trois frères, Henri, Félix et Frédéric, et déplorait comme eux la politique du gouvernement néerlandais. En 1830 le comte Werner de Merode fut envoyé au Congrès national par l’arrondissement de Louvain. Il fit partie de la délégation chargée de recevoir le régent Surlet de Chokier et de l’introduire dans l’assemblée et vota pour l’élection du prince Léopold de Saxe-Cobourg comme roi des Belges. En 1831, les électeurs de Louvain l’envoyèrent siéger à la Chambre des représentants, dont il fit partie jusqu’à sa mort. Dès son entrée à la chambre, il avait renoncé à son indemnité parlementaire. Il mourut subitement, frappé d’apoplexie au moment où il sortait de l’église d’Everberg (près de Louvain), après avoir assisté à la procession. En 1837, Werner de Merode avait été nommé chevalier de l’ordre de Léopold.

## Vie privée
Le comte Werner de Merode épousa en 1818 la comtesse Victoire de Spangen Uyternesse (1799-1845) et eut sept enfants de cette union.
- Louise de Merode (1819-1868), se maria avec Charles-Emmanuel dal Pozzo, principe della Cisterna (1787-1864)
- Louis Ghislain de Merode (1821-1876), sénateur belge, se maria avec Anne de Rochechouart-Mortemart (1833-1921). Il créa la Fondation de Merode, qui devint plus tard le Centre d'Œuvre de Merode
  - Werner de Merode (1855-1914), sénateur belge, Grand Maître de la Maison Royale et qui se maria avec Pauline de la Rochefoucauld (1859-1928)
    - Louis de Merode (1882-1949), devenu Prince en 1929, président de l'Association de la Noblesse de Belgique et qui se maria avec Élisabeth De Moustier (1892-1983)
      - Werner de Merode (1914-1995) (de), ambassadeur de Belgique, qui épousa Mathilde Rolin (1925-2005).
        - Louis de Merode qui épousa Barbara Gail
        - Bertrand de Merode qui épousa Martine Smetryns

  - Jean de Merode (1864-1933), devenu Prince in 1928, grand maréchal de la cour, épouse la princesse Marie-Louise de Bauffremont Courtenay (1874-1955)
    - Amaury de Merode, grand maréchal de la cour, président de la Fédération internationale de l'automobile (FIA), Président du Royal Automobile Club of Belgium (RACB), président de l'association de la Noblesse de Belgique et qui épousa la princesse Marie-Claire de Croÿ (1907-2000)
      - Jean de Merode qui épousa Hélène des Roys d'Echandelys
        - Amaury de Merode qui épousa Nathalie Gillion Crowet
        - Maximilien de Merode qui épousa Constance du Chastel de la Howarderie

    - Frédéric de Merode (1911-1958), président de la Croix-rouge de Belgique, épousa Amélie de Tulle de Villefranche (1911-2006)
      - Alexandre de Merode (1934-2002), président ou vice-président de nombreuses associations sportives internationales
- Theresia de Merode (1823-1901) épousa en 1843 Werner de Merode (1816-1905), sénateur français. Il était le fils de son oncle Felix de Merode
- Françoise de Merode (1825-1885) épousa Léonel de Moustier (1817-1869), sénateur français et ministre des Affaires étrangères
- Amaury de Merode (1827-1884)
- Antoinette (1828-1864), épousa Charles III Grimaldi, Prince de Monaco (1818-1889)
- Marie Ghislaine de Merode (1830-1892) épousa le prince et duc Antoine van Arenberg (1826-1910).

## Sources
- A. BEECKMAN, Werner de Merode, in: Biographie nationale de Belgique, T. XIV, Brussel, 1897, col. 566-567
- H. VANNOPPEN, De geschiedenis van Everberg. Preslekkers en prinsen, Everberg, 1973.
- Oscar COOMANS DE BRACHÈNE, État présent de la noblesse belge, Annuaire 1994, Brussel, 1994.
- Humbert MARNIX DE SAINTE ALDEGONDE, État présent de la noblesse belge, Annuaire 2010, Brussel, 2010.

## Source
- A. Beeckman, « Biographie nationale, tome  XIV, col. 566-567 », sur unionisme.be, 1897 (consulté le 24 juillet 2008)
- Notices d'autorité :   - VIAF
  - GND
- Notice dans un dictionnaire ou une encyclopédie généraliste :   - Deutsche Biographie